# 非裔苏里南人
非裔苏里南人是指居住在苏里南具有西非和中部非洲血统的人群，他们大多是非洲奴隶的后裔。

## 起源
販賣到苏里南的非洲奴隶中27%来自中部非洲的西部，21%來自黃金海岸，20%來自向风海岸，14%來自贝宁湾， 5%來自邦尼湾，1.6%來自塞拉利昂。  被賣到蘇里南的黑人总计有22万。 
由于黑奴与白人之間互相隔离，這些黑奴有自己的文化，並且他們還將西非文化帶到了蘇里南。他们有自己的宗教以及自己的语言（蘇利南語）。